# メラッカ・フレイ
メラッカ・フレイ (Melaka Fray) は、アメリカ合衆国で発売されたコミック『フレイ』に登場する架空の人物。

## 生い立ち
愛称はメル。23世紀のニューヨークでホームレスとして生活する。窃盗団の一味だったが、仲間に裏切られる。ウォッチャー・カウンシルのウォッチャーであるアークンに出会い、バンパイア・スレイヤーとしての訓練を受けるが、アークンがメラッカの親友ルーを殺害したことをきっかけにアークンを殺害、カウンシルとは縁が切れる。
その後は警察官の姉と同居する。ペットとしてクモザルを飼う。

## 家族
エリン
メルの姉。警察官。
ハース・フレイ
メラッカの双子の兄。

## 友人
ボス
半魚人。メラッカの親友。
ルー
片腕の少女。